# Château de Durham
Le château de Durham est un château normand datant du XIe siècle et situé à Durham dans le comté de Durham au Royaume-Uni, dans le Nord de l'Angleterre. Il est bâti sur une colline au-dessus de la rivière Wear, en face de la cathédrale de Durham.

## Histoire
Le château a été initialement construit au XIe siècle pour servir de protection à l'évêque de Durham car cette région du nord de l'Angleterre restait troublée après la conquête normande de l'Angleterre par Guillaume le Conquérant. Ce château, bâti sur une colline, est une parfaite illustration des débuts des mottes féodales, construction très appréciées par les Normands.
Le château possède une vaste salle intérieure, créée par l'évêque Antony Bek (en) au début du XIVe siècle. Cette salle intérieure est restée la plus grande du Royaume-Uni jusqu'à ce que l'évêque Richard Fox ne réduise sa taille à la fin du XVe siècle. Elle mesure cependant toujours 14 mètres de haut pour 30 mètres de long.

## Chapelle
Le château de Durham dispose de deux chapelles : la chapelle normande, bâtie aux environs de 1078 et la chapelle de Tunstall bâtie en 1540.
La chapelle normande se trouve dans la partie accessible la plus ancienne du château. Son architecture, de type saxonne, est sûrement le fruit de l'utilisation forcée de Saxons comme main d'œuvre. Au XVe siècle, ses trois fenêtres ont été condamnées à cause de l'agrandissement du donjon et la chapelle est ainsi tombée en décrépitude jusqu'en 1841 où elle fut transformée en couloir pour avoir accès au donjon. Durant la Seconde Guerre mondiale, elle fut utilisée comme poste de commandement et d'observation par la Royal Air Force et reprit ainsi son usage original. Elle fut re-consacrée peu de temps après la guerre, et est encore aujourd'hui utilisée pour des cérémonies religieuses.
La chapelle Tunstall est la plus grande ainsi que la plus utilisée du château. Les évêques Cosin et Crewe l'ont agrandie à la fin du XVIIe siècle. À l'arrière de la chapelle, certains des sièges sont des miséricordes qui datent du XVIe siècle.

## University College
En 1837, le château a été donné à la toute nouvelle université de Durham par l'évêque Edward Maltby pour servir de logement aux étudiants et a été renommé en University College (en). L'architecte Anthony Salvin en a reconstruit le donjon d'après les plans originaux. Inauguré en 1840, le château héberge toujours une centaine d'étudiants, la majorité d'entre eux étant logés dans le donjon.
Les étudiants prennent leurs repas dans la grande salle de l'évêque Bek et utilisent une salle souterraine comme bar. Les deux chapelles sont toujours utilisées pour des cérémonies religieuses ou pour d'autres activités telles que des représentations théâtrales. Le château abrite également la bibliothèque de l'université. Durant les vacances universitaires, le château loue les logements étudiants ou accueille des conférences. L'accès au château est réservé aux visites guidées. En dehors de ces visites, seules les membres de l'université ou des invités peuvent y avoir accès.

## Patrimoine mondial
Le château de Durham a été inscrit par l'UNESCO sur la liste du patrimoine mondial en même temps que la cathédrale de Durham. La citation suivante est extraite de la candidature à la liste du patrimoine mondial faite par le gouvernement britannique:

« Few buildings in England can boast a longer history of continuous occupation than Durham Castle. Founded soon after the Norman Conquest, the Castle has been rebuilt, extended and adapted to changing circumstances and uses over a period of 900 years. »

« Peu de bâtiments en Angleterre peuvent se vanter d'avoir été occupés sur une durée plus longue que le château de Durham. Fondé peu après l'invasion normande, le château a été reconstruit, agrandi et a su s'adapter aux circonstances et aux usages pendant plus de 900 ans. »

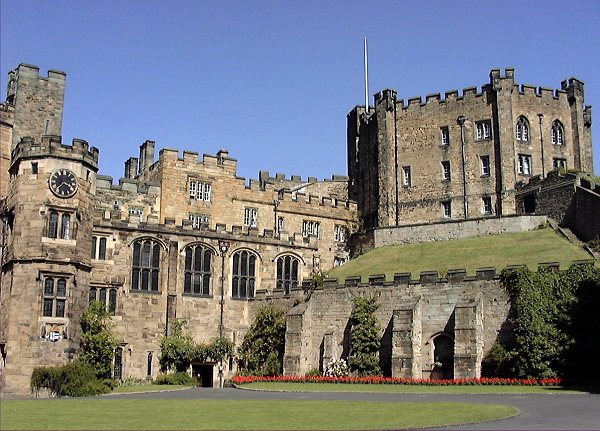
Le château vu depuis la cour intérieure
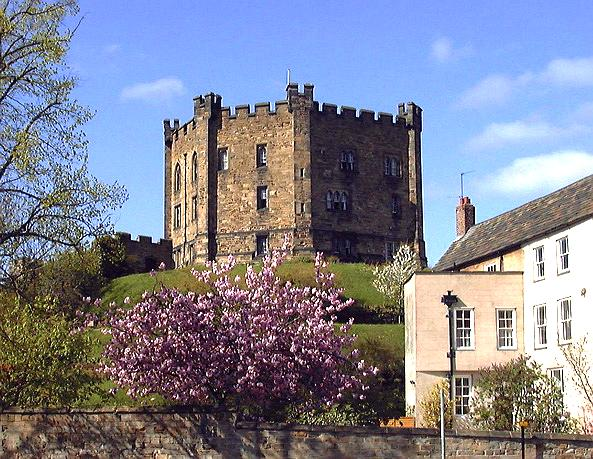
Le château vue du donjon
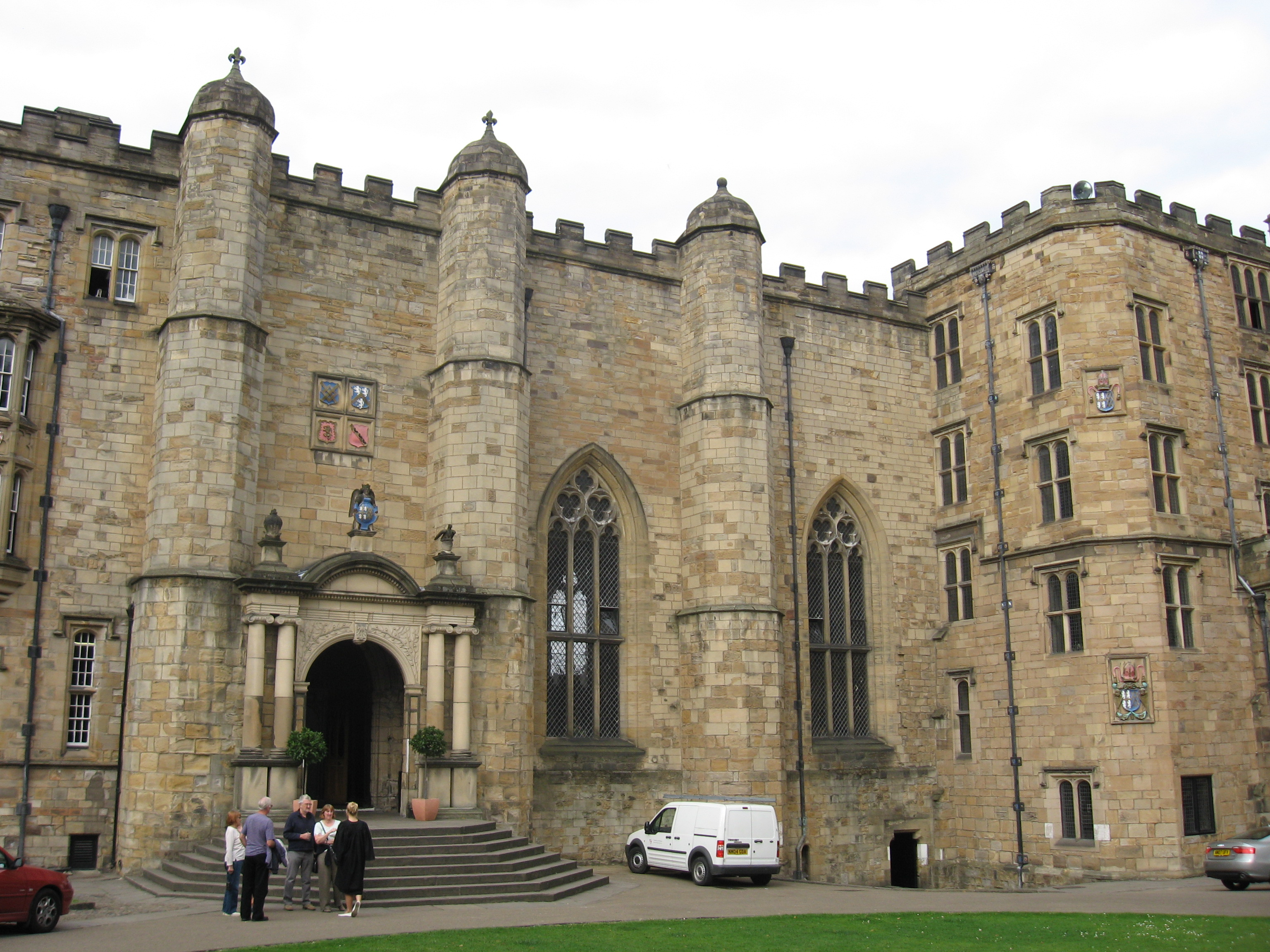
L'entrée du château